# Estação Rudow

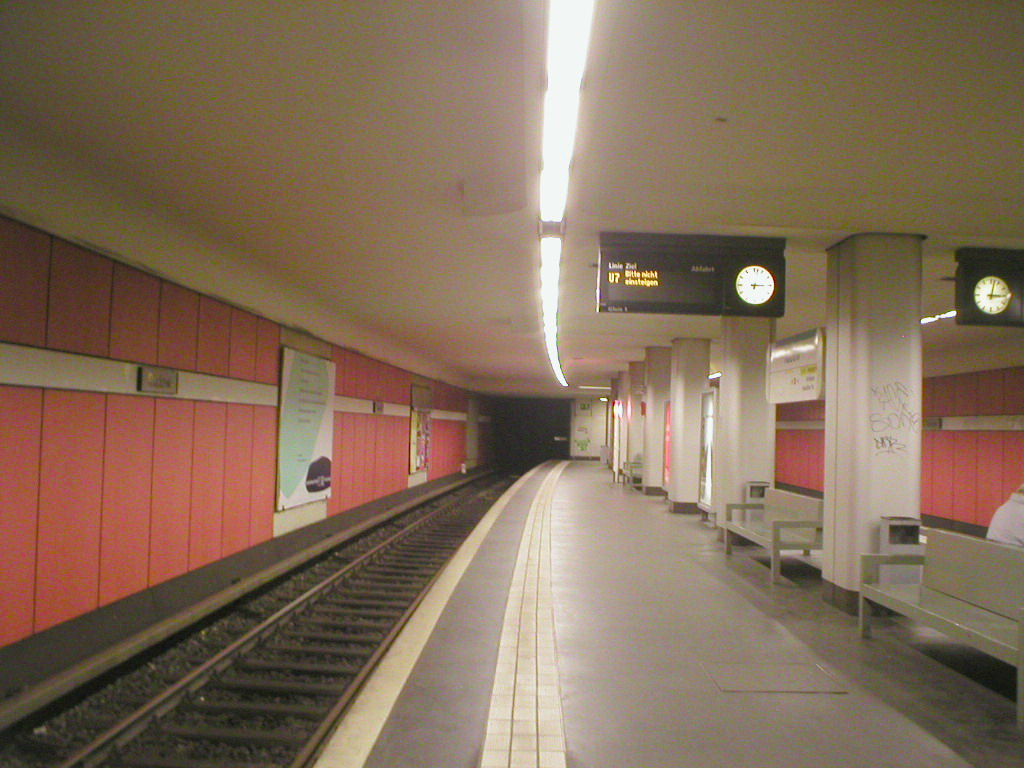

Rudow é uma das estações terminais da linha U7 da U-Bahn de Berlim, na Alemanha.